# Daphnis dohertyi
Espèce
Daphnis dohertyi est une espèce de lépidoptère appartenant à la famille des Sphingidae, à la sous-famille des Macroglossinae, et au genre Daphnis.

## Description
La longueur des ailes antérieures varie de 42 à 47 mm. Les adultes ont des ailes avec un motif complexe vert à brun, avec des taches blanches à la base, au centre et la pointe de chaque aile antérieure. Il y a aussi une bande blanche sur le premier segment abdominal. L'identification est plus nette grâce à la face ventrale qui présente une tache basale blanche évidente.

## Répartition et habitat
Répartition
L'espèce est connue en Indonésie, en Papouasie-Nouvelle-Guinée, aux Philippines, dans les îles Salomon et dans le détroit de Torres.

## Systématique
- L'espèce Daphnis dohertyi a été décrite par l'entomologiste britannique  Lionel Walter Rothschild, en 1897[1].
- La localité type est : Kapaur Dutch S.W. New Gunea, aujourd'hui la parte indonésienne de la Nouvelle-Guinée aux environs de Faktak.

### Synonymie
- Deilephila dohertyi callusia Rothschild & Jordan, 1916

### Liste des sous-espèces
- Daphnis dohertyi dohertyi
- Daphnis dohertyi callusia (Rothschild & Jordan, 1916) (Îles Salomon)